# تيتو فيلانوفا
فرانسيسك «تيتو» فيلانوفا أي بايو (بالإسبانية: Tito Vilanova) (ولد في 17 سبتمبر 1968 – توفي في 25 أبريل 2014) هو لاعب كرة قدم ومدرب كرة قدم إسباني سابق، لعب في لاعب وسط في 26 مقابلة في الدوري الإسباني في غضون ثلاث سنوات مجتمعة.
التحق بنادي برشلونة (ناديه الأول) كمساعد للمدرب بيب غوارديولا. وكان جزءا من الفريق عندما حقق 13 لقبا كبيراً، وأصبح تيتو فيلانوفا محل بيب غوارديولا كمدرب رئيسي لـنادي برشلونة 2012-2013. وفاز بلقب الدوري الإسباني في أول موسم له مع الفريق ، لكنه قدم استقالته بعد موسم واحد بسبب ظروف الصحية. توفي يوم 25 أبريل 2014 بمدينة برشلونة بعد صراع طويل مع مرض السرطان في الغدة النكافية.

## روابط خارجية
- تيتو فيلانوفا على موقع IMDb (الإنجليزية)
- تيتو فيلانوفا على موقع قاعدة بيانات كرة القدم.إي يو (الإنجليزية)
- تيتو فيلانوفا على موقع عالم كرة القدم.نت (الإنجليزية)